# Campeonato Mundial de Natação em Piscina Curta de 2018 - 400 m livre feminino
A prova dos 400 metros nado livre feminino do Campeonato Mundial de Natação em Piscina Curta de 2018 foi disputado no dia 14 de dezembro de 2018, no Hangzhou Sports Park Stadium, em Hangzhou, na China. 

## Recordes
Antes desta competição, os recordes mundiais e do campeonato nesta prova eram os seguintes:
|                       | Nome            | Nacionalidade | Tempo   | Local     | Data                  |
| --------------------- | --------------- | ------------- | ------- | --------- | --------------------- |
| Recorde mundial       | Wang Jianjiahe  | China         | 3:53.97 | Budapeste | 4 de outubro de 2018  |
| Recorde do campeonato | Mireia Belmonte | Espanha       | 3:55.76 | Doha      | 5 de dezembro de 2014 |

Os seguintes recordes mundiais ou do campeonato foram estabelecidos durante esta competição: 
| Data           | Evento | Nome           | Nacionalidade | Tempo   | Notas |
| -------------- | ------ | -------------- | ------------- | ------- | ----- |
| 14 de dezembro | Final  | Ariarne Titmus | Austrália     | 3:53.92 | ,     |

## Medalhistas
| Ouro                 | Prata                | Bronze           |
| Ariarne Titmus (AUS) | Wang Jianjiahe (CHN) | Li Bingjie (CHN) |

## Resultados

### Eliminatórias
As eliminatórias ocorreram dia 14 de dezembro com um total de 43 nadadoras. 
| Colocação | Bateria | Raia | Nadadora            | Nacionalidade            | Tempo     | Notas            |
| --------- | ------- | ---- | ------------------- | ------------------------ | --------- | ---------------- |
| 1         | 4       | 3    | Ariarne Titmus      | Austrália                | 3:58.58   | Q                |
| 2         | 4       | 5    | Leah Smith          | Estados Unidos           | 4:00.46   | Q                |
| 3         | 5       | 4    | Wang Jianjiahe      | China                    | 4:00.73   | Q                |
| 4         | 5       | 6    | Li Bingjie          | China                    | 4:01.82   | Q                |
| 5         | 5       | 5    | Anna Egorova        | Rússia                   | 4:02.31   | Q                |
| 6         | 5       | 3    | Sarah Köhler        | Alemanha                 | 4:02.79   | Q                |
| 7         | 4       | 6    | Erica Musso         | Itália                   | 4:03.37   | Q                |
| 8         | 4       | 0    | Valeriya Salamatina | Rússia                   | 4:04.51   | Q                |
| 9         | 5       | 7    | Simona Quadarella   | Itália                   | 4:04.94   |                  |
| 10        | 4       | 2    | Carla Buchanan      | Austrália                | 4:05.00   |                  |
| 11        | 4       | 1    | Diana Durães        | Portugal                 | 4:05.65   |                  |
| 12        | 4       | 9    | Haley Anderson      | Estados Unidos           | 4:05.89   |                  |
| 13        | 4       | 8    | Katja Fain          | Eslovênia                | 4:06.05   |                  |
| 14        | 5       | 2    | Chihiro Igarashi    | Japão                    | 4:06.21   |                  |
| 15        | 4       | 7    | Mayuko Goto         | Japão                    | 4:06.81   |                  |
| 16        | 5       | 1    | Marlene Kahler      | Áustria                  | 4:06.95   |                  |
| 17        | 5       | 9    | Reva Foos           | Alemanha                 | 4:09.55   |                  |
| 18        | 3       | 6    | Beril Böcekler      | Turquia                  | 4:09.90   | Recorde nacional |
| 19        | 3       | 3    | Elisbet Gámez Matos | Cuba                     | 4:09.94   |                  |
| 20        | 3       | 5    | Hanna Eriksson      | Suécia                   | 4:10.70   |                  |
| 21        | 3       | 8    | Rachel Tseng        | Singapura                | 4:11.11   | Recorde nacional |
| 22        | 5       | 0    | Catalina Corro      | Espanha                  | 4:11.40   |                  |
| 23        | 3       | 4    | Hayley McIntosh     | Nova Zelândia            | 4:12.50   |                  |
| 24        | 5       | 8    | Ho Nam Wai          | Hong Kong                | 4:13.69   |                  |
| 25        | 3       | 1    | Sabína Kupčová      | Eslováquia               | 4:14.78   |                  |
| 26        | 3       | 2    | Jessica Cattaneo    | Peru                     | 4:15.61   |                  |
| 27        | 1       | 5    | Chen Szu-an         | Taipé Chinesa            | 4:16.49   |                  |
| 28        | 2       | 5    | Kristina Miletić    | Croácia                  | 4:17.93   |                  |
| 29        | 2       | 4    | Rosalee Santa Ana   | Filipinas                | 4:18.03   | Recorde nacional |
| 30        | 3       | 7    | Delfina Dini        | Argentina                | 4:18.20   |                  |
| 31        | 3       | 0    | Souad Cherouati     | Argélia                  | 4:20.12   |                  |
| 32        | 2       | 6    | Gabriella Doueihy   | Líbano                   | 4:26.56   |                  |
| 33        | 2       | 2    | Michell Ramirez     | Honduras                 | 4:28.23   |                  |
| 34        | 2       | 0    | Nàdia Tudó Cubells  | Andorra                  | 4:32.85   |                  |
| 35        | 2       | 3    | Daila Ismatul       | Guatemala                | 4:34.70   |                  |
| 36        | 2       | 7    | Matalia Kuipers     | Ilhas Virgens Americanas | 4:35.11   |                  |
| 37        | 1       | 4    | Lorna Doorman       | Zimbabwe                 | 4:39.58   |                  |
| 38        | 2       | 1    | Tinatin Kevlishvili | Geórgia                  | 4:40.44   |                  |
| 39        | 1       | 3    | Tiana Rabarijaona   | Madagáscar               | 4:46.08   |                  |
| 40        | 2       | 9    | Sonja Kapedani      | Albânia                  | 4:55.92   |                  |
| 41        | 2       | 8    | Osisang Chilton     | Palau                    | 4:56.24   |                  |
| 42        | 3       | 9    | Talita Te Flan      | Costa do Marfim          | 9:99.99 ! | DNS              |
| 42        | 4       | 4    | Boglárka Kapás      | Hungria                  | 9:99.99 ! | DNS              |

### Final
A final foi realizada em 14 de dezembro. 
| Colocação         | Raia | Nadadora            | Nacionalidade  | Tempo   | Notas           |
| ----------------- | ---- | ------------------- | -------------- | ------- | --------------- |
| Medalha de ouro   | 4    | Ariarne Titmus      | Austrália      | 3:53.92 | Recorde mundial |
| Medalha de prata  | 3    | Wang Jianjiahe      | China          | 3:54.56 |                 |
| Medalha de bronze | 6    | Li Bingjie          | China          | 3:57.99 |                 |
| 4                 | 5    | Leah Smith          | Estados Unidos | 3:58.58 |                 |
| 5                 | 2    | Anna Egorova        | Rússia         | 4:01.52 |                 |
| 6                 | 8    | Valeriya Salamatina | Rússia         | 4:02.87 |                 |
| 7                 | 7    | Sarah Köhler        | Alemanha       | 4:03.28 |                 |
| 8                 | 1    | Erica Musso         | Itália         | 4:03.61 |                 |

Legenda
| Recorde mundial       | Recorde mundial (World record)               |                       | Recorde africano                      | Recorde africano (African) |                                           | Q | Classificado por posição (Qualified) |
| Recorde do campeonato | Recorde do campeonato (Championship record)  | Recorde da América    | Recorde da América (Americas)         | q                          | Classificado por melhor tempo (Qualified) |   |                                      |
| Melhor marca do ano   | Melhor marca do ano (World leading)          | Recorde asiático      | Recorde asiático (Asian)              | DNS                        | Não largou (Did not start)                |   |                                      |
| Recorde nacional      | Recorde nacional (National record)           | Recorde europeu       | Recorde europeu (European)            | DNF                        | Não terminou (Did not finish)             |   |                                      |
| Recorde pessoal       | Recorde pessoal do atleta (Personal best)    | Recorde da Oceania    | Recorde da Oceania (Oceania)          | DSQ / DQ                   | Desclassificado (Disqualified)            |   |                                      |
| Recorde da temporada  | Recorde da temporada do atleta (Season best) | Recorde sul-americano | Recorde sul-americano (South America) | NM                         | Sem marca (No mark)                       |   |                                      |